# Éloïse Wagner
Pour les articles homonymes, voir Wagner.
Ne doit pas être confondu avec Héloïse Wagner.
Éloïse Wagner, née le 14 septembre 1983 à Genève (Suisse), est une avocate française du barreau de Paris, spécialisée en propriété intellectuelle et en droit de la culture et des médias. Avec Reksider, elle tient une chaîne YouTube de vulgarisation sur le droit : 911 Avocat.

## Biographie
Née en 1983, Éloïse Wagner complète son Master I en droit des affaires à l'université Panthéon-Assas en 2007 puis, l'année suivante, le Master II en droit du cinéma, de l'audiovisuel et du multimédia à l'université Jean-Moulin-Lyon-III. Elle prête serment en 2013 et en 2014, elle ouvre son propre cabinet, où elle se spécialise « en droit de la culture et des médias ». Elle est avocate au barreau de Paris.
En 2016, elle nourrit le projet d'un livre, qui n'aboutit pas mais lui inspire d'ouvrir sa propre chaîne Youtube avec son compagnon Reksider, musicien et graphic designer, comédien et compositeur : 911 Avocat. La chaîne est ouverte en mai ou en juin 2016 et adopte un angle ludique, humoristique, « décalé ». L'avocate s'y adonne à la vulgarisation juridique, évoquant des thèmes comme le droit du travail, la diffamation, la législation relative à la republication de vidéos, le plagiat (c'est-à-dire la contrefaçon), les droits des mineurs mis en scène dans des vidéos en ligne... Ce dernier thème, médiatisé dans la presse en 2018, provoque un bond dans l'audience de la chaîne,. Les vidéos de 911 Avocat sont reprises ou citées par d'autres médias, par exemple sur la question de la distinction entre l'artiste et son œuvre ou sur la reprise et la modification, par LCI, de vidéos de Youtubeurs...
En décembre 2018, la chaîne compte plus de 30 000 abonnés et, en mai 2019, 40 000. En novembre 2020, 911 Avocat est suivie par 60 000 personnes.